# Контажен
Контажен е град в щата Минас Жерайс, Югоизточна Бразилия. Населението му е 617 749 жители (2010 г.), което го прави 3-ти по население в щата, а площта му е 194,59 кв. км. Намира се на 21 км от град Белу Оризонти на 858 м н.в. Пощенският му код е 32000-000, а телефонния +55 31. Контажен е основан през 1716 г.